# Sébastien Grosjean
Sébastien René Grosjean (ur. 29 maja 1978 w Marsylii) – francuski tenisista i trener tenisa, zdobywca Pucharu Davisa, olimpijczyk z Aten (2004).

## Kariera tenisowa
Występując w gronie juniorów Grosjean wygrał razem z Olivierem Mutisem juniorską edycję wielkoszlemowego Rolanda Garrosa. Na koniec sezonu 1996 był liderem zarówno rankingu singlowego, jak i deblowego w klasyfikacji juniorów.
W gronie zawodowców pierwsze sukcesy Francuz zaczął odnosić w 1999 roku, dochodząc do finału singla w Miami. Spotkanie finałowe przegrał z Richardem Krajickiem. W swojej karierze triumfował w 4 turniejach ATP World Tour w grze pojedynczej (2000 Nottingham, na nawierzchni trawiastej, 2001 Paryż, w hali Bercy, 2002 Petersburg w hali, 2007 Lyon w hali). Ponadto Grosjean grał oprócz finału w Miami, w finałach w Atlancie (1999), Casablance (2000), Marsylii (2001), Tokio, Queen's (2003) i ponownie w Queen's (2004). W 2001 roku zakwalifikował się do turnieju Tennis Masters Cup; dotarł w nim do finału, w którym uległ Lleytonowi Hewittowi.
W grze podwójnej Francuz wygrał 5 turniejów ATP World Tour oraz osiągnął dwa finały.
W 2004 roku wystąpił w igrzyskach olimpijskich w Atenach. W grze pojedynczej doszedł do ćwierćfinału, w którym odpadł po porażce z Fernando Gonzálezem. W grze podwójnej Grosjean zagrał w parze z Arnaudem Clémentem, jednak francuska para została wyeliminowana w I rundzie przez debel z Zimbabwe Wayne Black-Kevin Ullyett.
W latach 1999−2007 Grosjean reprezentował Francję w Pucharze Davisa. Rozegrał przez ten okres 25 meczów singlowych, z których 16 wygrał oraz 1 przegrany pojedynek deblowy. W 2001 roku zdobył wraz z drużyną tytuł w imprezie pokonując w finale 3:2 Australię. Grosjean przegrał wówczas oba swoje spotkania singlowe, najpierw z Lleytonem Hewittem, a potem z Markiem Philippoussisem.
W październiku 2002 roku zajmował 4. pozycję w rankingu światowym, najwyższą w karierze. Pod koniec maja 2010 roku zakończył karierę tenisową.

### Finały w turniejach ATP World Tour
| Legenda                                      |
| -------------------------------------------- |
| Wielki Szlem                                 |
| Igrzyska olimpijskie                         |
| Tennis Masters Cup / ATP Finals              |
| ATP Masters Series / ATP Tour Masters 1000   |
| ATP International Series Gold / ATP Tour 500 |
| ATP International Series / ATP Tour 250      |

#### Gra pojedyncza (4–9)
| Końcowy wynik | Nr | Data                 | Turniej    | Nawierzchnia    | Przeciwnik            | Wynik finału             |
| ------------- | -- | -------------------- | ---------- | --------------- | --------------------- | ------------------------ |
| Finalista     | 1. | 28 marca 1999        | Miami      | Twarda          | Richard Krajicek      | 6:4, 1:6, 2:6, 5:7       |
| Finalista     | 2. | 2 maja 1999          | Atlanta    | Ceglana         | Stefan Koubek         | 1:6, 2:6                 |
| Finalista     | 3. | 16 kwietnia 2000     | Casablanca | Ceglana         | Fernando Vicente      | 4:6, 6:4, 6:7(3)         |
| Zwycięzca     | 1. | 25 czerwca 2000      | Nottingham | Trawiasta       | Byron Black           | 7:6(7), 6:3              |
| Finalista     | 4. | 18 lutego 2001       | Marsylia   | Twarda (hala)   | Jewgienij Kafielnikow | 6:7(5), 2:6              |
| Zwycięzca     | 2. | 4 listopada 2001     | Paryż      | Dywanowa (hala) | Jewgienij Kafielnikow | 7:6(3), 6:1, 6:7(5), 6:4 |
| Finalista     | 5. | 18 listopada 2001    | Sydney     | Twarda (hala)   | Lleyton Hewitt        | 3:6, 3:6, 4:6            |
| Zwycięzca     | 3. | 27 października 2002 | Petersburg | Twarda (hala)   | Michaił Jużny         | 7:5, 6:4                 |
| Finalista     | 6. | 15 czerwca 2003      | Londyn     | Trawiasta       | Andy Roddick          | 3:6, 3:6                 |
| Finalista     | 7. | 5 października 2003  | Tokio      | Twarda          | Rainer Schüttler      | 6:7(5), 2:6              |
| Finalista     | 8. | 13 czerwca 2004      | Londyn     | Trawiasta       | Andy Roddick          | 6:7(4), 4:6              |
| Finalista     | 9. | 24 kwietnia 2005     | Houston    | Ceglana         | Andy Roddick          | 2:6, 2:6                 |
| Zwycięzca     | 4. | 28 października 2007 | Lyon       | Dywanowa (hala) | Marc Gicquel          | 7:6(5), 6:4              |

#### Gra podwójna (5–2)
| Końcowy wynik | Nr | Data                 | Turniej      | Nawierzchnia    | Partner            | Przeciwnicy                     | Wynik finału  |
| ------------- | -- | -------------------- | ------------ | --------------- | ------------------ | ------------------------------- | ------------- |
| Zwycięzca     | 1. | 16 kwietnia 2000     | Casablanca   | Ceglana         | Arnaud Clément     | Lars Burgsmüller Andrew Painter | 7:6(4), 6:4   |
| Finalista     | 1. | 14 października 2001 | Lyon         | Dywanowa (hala) | Arnaud Clément     | Daniel Nestor Nenad Zimonjić    | 1:6, 2:6      |
| Zwycięzca     | 2. | 28 lipca 2002        | Los Angeles  | Twarda          | Nicolas Kiefer     | Justin Gimelstob Michaël Llodra | 6:4, 6:4      |
| Zwycięzca     | 3. | 16 lutego 2003       | Marsylia     | Twarda (hala)   | Fabrice Santoro    | Tomáš Cibulec Pavel Vízner      | 6:1, 6:4      |
| Zwycięzca     | 4. | 21 marca 2004        | Indian Wells | Twarda          | Arnaud Clément     | Wayne Black Kevin Ullyett       | 6:3, 4:6, 7:5 |
| Zwycięzca     | 5. | 22 października 2007 | Lyon         | Dywanowa (hala) | Jo-Wilfried Tsonga | Łukasz Kubot Lovro Zovko        | 6:4, 6:3      |
| Finalista     | 2. | 1 listopada 2009     | Lyon         | Twarda (hala)   | Arnaud Clément     | Nicolas Mahut Julien Benneteau  | 4:6, 6:7(6)   |

### Starty wielkoszlemowe (gra pojedyncza)
| Turniej         | 1996 | 1997 | 1998 | 1999 | 2000 | 2001 | 2002 | 2003 | 2004 | 2005 | 2006 | 2007 | 2008 | 2009 | 2010 | Wygrane turnieje | Bilans w turnieju |
| --------------- | ---- | ---- | ---- | ---- | ---- | ---- | ---- | ---- | ---- | ---- | ---- | ---- | ---- | ---- | ---- | ---------------- | ----------------- |
| Australian Open | –    | –    | –    | 1R   | 3R   | SF   | 2R   | QF   | QF   | 2R   | QF   | 3R   | 3R   | –    | 1R   | 0 / 11           | 25–11             |
| French Open     | –    | 1R   | 1R   | 3R   | 3R   | SF   | QF   | 2R   | 2R   | 4R   | 2R   | 1R   | –    | –    | –    | 0 / 11           | 19–11             |
| Wimbledon       | –    | –    | 4R   | 3R   | 1R   | 3R   | –    | SF   | SF   | QF   | 3R   | 2R   | 2R   | –    | –    | 0 / 10           | 25–10             |
| US Open         | –    | –    | 1R   | 1R   | 3R   | 1R   | 2R   | 1R   | 2R   | 3R   | 2R   | 3R   | 1R   | –    | –    | 0 / 11           | 9–11              |
| Bilans spotkań  | –    | 0–1  | 3–3  | 4–4  | 6–4  | 12–4 | 6–3  | 10–4 | 11–4 | 10–4 | 8–4  | 5–4  | 3–3  | –    | 0–1  | N/A              | 78–43             |

## Kariera trenerska
Między 2011–2013 tworzył z Riccardem Piattim grono trenerskie Richarda Gasqueta. Później, od 2013 do 2016, w sztabie Gasqueta, Grosjean współpracował z Sergim Bruguerą. Z końcem 2016 Bruguera pozostał na stanowisku, a Grosjean przestał pracować jako trener Gasqueta. Zastąpił go Thierry Champion.
W maju 2017 Grosjean nawiązał współpracę z Nikiem Kyrgiosem, któremu towarzyszy w najważniejszych turniejach sezonu.